# 橋本鉱市
橋本 鉱市（はしもと こういち、1965年 - ）は、日本の教育社会学者、放送大学教授。専攻は教育社会学、高等教育論。

## 来歴
愛知県生まれ。1988年東京大学教育学部卒、93年同大学院教育学研究科教育社会学博士課程単位取得修了、東大教育学部助手、1997年学位授与機構助教授、2000年大学評価・学位授与機構助教授、2002年東北大学教育学部助教授、2007年准教授、「戦後日本における専門職養成の政策過程 医師をケースとして」で博士（教育学）。2008年東京大学教育学研究科比較教育社会学コース（高等教育論）准教授、2011年教授。2022年放送大学教授。

## 著書
- 『専門職養成の政策過程 戦後日本の医師数をめぐって』学術出版会 2008

### 編・共著
- 『占領期教育指導者講習研究集録 昭和25年度 教育社会学』解題執筆 すずさわ書店 2001
- 『専門職養成の日本的構造』編著 玉川大学出版部 高等教育シリーズ 2009
- 『航行をはじめた専門職大学院』吉田文共著 東信堂 2010
- 『リーディングス日本の高等教育 3 大学生 キャンパスの生態史』編 玉川大学出版部 2010

### 翻訳
- T・J・ペンペル『日本の高等教育政策 決定のメカニズム』玉川大学出版部 高等教育シリーズ 2004
- 『リーディングス日本の教育と社会 第20巻 世界から見た日本の教育』ローレンス・マクドナルド編著 菊地栄治,山田浩之共監訳 日本図書センター 2009